# Etlingera albolutea
Etlingera albolutea är en enhjärtbladig växtart som beskrevs av Axel Dalberg Poulsen och John Donald Mood. Etlingera albolutea ingår i släktet Etlingera och familjen Zingiberaceae. Inga underarter finns listade i Catalogue of Life.